# 第148师团
第148师团（Dai-hyakuyonjūhachi Shidan）是日本帝国陆军的一个步兵师团。它的代号是富狱兵团（Fugaku Heidan）。该师团于1945年7月10日在长春组建。师团的核心是长春卫戍部队。

## 行动
在苏联入侵满洲期间，第148师团奉命在长春驻守并建造防御工事，虽然该师几乎没有任何武器和装备。
1945年8月20日至22日，第148师团在没有进行任何战斗的情况下被苏军解除武装。